# Gran Premi d'Orà
El Gran Premi d'Orà fou una competició ciclista d'un dia que es disputà pels voltants d'Orà (Algèria). La primera edició data del 2014, ja formant part de l'UCI Africa Tour, amb una categoria 1.2.

## Palmarès
| Any     | Vencedor      | Segon           | Tercer                 |
| ------- | ------------- | --------------- | ---------------------- |
| 2014    | Adil Barbari  | Hichem Chaabane | Thomas Rabou           |
| 2015    | Janvier Hadi  | Fayçal Hamza    | Amanuel Gebrezgabihier |
| 2016    | Tomas Vaitkus | Joseph Areruya  | Adil Barbari           |
| 2016-23 | No disputada  | No disputada    | No disputada           |
| 2024    | Nassim Saidi  | Aiman Cahyadi   | Tillman Sarnowski      |